# Майкл Роупач
Майкл Робін Роупач (англ. Michael Robin Raupach; нар. 30 жовтня 1950 — пом. 10 лютого 2015) — австралійський кліматолог. Йому приписують розробку концепції вуглецевого бюджету — кількості СО2, яка викидається і поглинається в глобальній екосистемі протягом року. Коли баланс, викиди СО2 та поглинання вуглецю в поглиначах приблизно однакові, але коли його порушують, можливі великі зміни в екосистемі. Він був співголовою засновника Глобального вуглецевого проекту (GCP), мережі провідних світових дослідників вуглецевого циклу. Він сприяв публікації Річного вуглецевого бюджету, який спирається на велику кількість наукових даних, щоб визначити рівень дисбалансу та варіанти його вирішення.

## Кар'єра
Він працював у Організації наукових та промислових досліджень Співдружності до того, як стати директором Інституту кліматичних змін Австралійського національного університету в 2014 році. З 2000 по 2008 був співголовою Глобального вуглецевого проекту і брав участь у роботі Четвертої доповіді Міжурядової групи з питань зміни клімату в 2007 році. Він очолював керівний комітет проекту «Австралія 2050» Австралійської академії наук (AAS). У 2009—2010 рр. очолював Експертну робочу групу з проблем на перетині вуглецю, енергії та води, звітуючи перед Радою прем'єр-міністра з питань науки, техніки та інновацій та Офісу головного наукового співробітника Австралії.
Кар'єра Роупача включала публікацію 150 наукових праць та 50 доповідей. Його дослідження розвивалось у три етапи, перший з них був зосереджений на дуже локалізованому потоці та перенесенні речовини та енергії через крони рослин. На наступному етапі він працював над кількісною оцінкою транспорту СО2 через крони рослин і вище, хоча все ще в невеликому масштабі. У 1990-х роках його фокус почав переходити на глобальні екосистеми, коли він став членом наукового керівного комітету основного проекту «Біосферні аспекти гідрологічного циклу» IGBP (Міжнародна програма «Геосфера-біосфера»). Одним з найбільш фундаментальних і важливих питань, які розглядав проект, було: чи має значення суша в кліматі та погоді? Його дослідження сприяло вирішенню цього питання шляхом його роботи над турбулентними потоками поблизу суші, складанням бюджету прикордонного шару та кількісною оцінкою водного балансу в більш широких масштабах.
Був членом Австралійської академії наук, Австралійської академії технологічних наук та інженерії та Американського геофізичного союзу.
Перед самою смертю після недовгої хвороби він був співголовою робочої групи Австралійської академії наук, яка складала буклет AAS «Наука про зміну клімату: запитання та відповіді».